# Sojuz 22
Sojuz 22 (kod wywoławczy Ястреб – Jastrząb) – misja kosmiczna poświęcona badaniu Ziemi, wykonana przy pomocy zmodyfikowanej kapsuły Sojuza, przygotowanej uprzednio do roli zapasowego statku w misji Sojuz-Apollo.

## Załoga

### Podstawowa
- Walerij Bykowski (2)
- Władimir Aksionow (1)

### Rezerwowa
- Jurij Małyszew (1)
- Giennadij Striekałow (1)

### Druga rezerwowa
- Leonid Popow (1)
- Borys Andriejew (1)

## Przebieg misji
Kosmonauci Walerij Bykowski i Władimir Aksionow spędzili na orbicie tydzień, fotografując powierzchnię Ziemi przy pomocy specjalnie skonstruowanej kamery. Ich obserwacje miały pomóc w planowaniu gospodarki ZSRR i NRD oraz w lokalizowaniu złóż surowców naturalnych.
Misja Sojuz 22 charakteryzowała się nietypowym dla programu Sojuz wysokim kątem nachylenia orbity pojazdu – 64,75º. Rosjanie nie korzystali z takiej orbity od czasu programu Woschod. Orbita miała dać maksymalne możliwości obserwacji powierzchni ziemi, ze szczególnym uwzględnieniem Wschodnich Niemiec.
Głównym wyposażeniem pojazdu była skonstruowana w NRD kamera wielozakresowa Carl Zeiss, zamontowana w miejscu modułu dokowania pojazdu. Kamera wyposażona była w sześć obiektywów, z których cztery pracowały w zakresie światła widzialnego, a dwa w podczerwieni. Obiektywy były w stanie fotografować pas o szerokości 165 kilometrów, pokrywając w ciągu 10 minut 500 000 kilometrów kwadratowych. Pierwsze wykonane z orbity zdjęcia przedstawiały konstruowaną linię kolei Bajkał – Amur.
Trzeciego dnia misji załoga sfotografowała Syberię po Morze Ochockie, a także północno-zachodnią część ZSRR. Czwarty dzień poświęcono na badania atmosfery Ziemi – w tym celu wykonano m.in. zdjęcia wschodu i zachodu Księżyca, a także na badania geologiczne i agronomiczne Azji środkowej, Kazachstanu i Syberii. Dzień piąty poświęcono badaniom Azerbejdżanu, południowego Uralu, ponownie kolei Bajkał – Amur i zachodniej Syberii. W tym samym czasie obszary te fotografował samolot An-30, wyposażony w identyczną kamerę, w celu późniejszego porównania zdjęć. Dzień szósty zajęły badania Syberii, północnego ZSRR i jego europejskich republik.
Ostatni, siódmy dzień poświęcono badaniom NRD, gdzie ponownie zdjęcia wykonane ze statku kosmicznego dublował wyposażony w identyczną kamerę samolot. Wykonano także ponownie zdjęcia wcześniej fotografowanych obszarów Azji Środkowej, Kazachstanu, wschodniej Syberii i południowo-zachodniego ZSRR, w celu porównania z wcześniejszymi zdjęciami. Łącznie załoga wykonała ponad 2400 zdjęć 30 obszarów.
Interesujące jest to, że w czasie trwania tej – oficjalnie całkowicie cywilnej – misji, siły NATO prowadziły w Norwegii manewry pod kryptonimem Exercise Teamwork. Położenie ich sprawiało, że znajdowały się poza zasięgiem stacji programu Ałmaz – jednym z zadań Sojuza 22 mogło być obserwowanie tych ćwiczeń.
Po wykonaniu wszystkich zdjęć, kosmonauci musieli zdemontować kamerę, aby wydobyć z niej filtry, potrzebne do późniejszego skalibrowania zdjęć.
Poza wykonywaniem zdjęć, załoga przeprowadziła także kilka eksperymentów biologicznych. Wykorzystując wirówkę, badali rozwój roślin w warunkach sztucznego ciążenia – mieli także akwarium, w którym obserwowali rozwój ryb w stanie nieważkości. Badali także wpływ promieniowania kosmicznego na wzrok. Wpływ promieni na zmysł wzroku został zaobserwowany przez astronautów biorących udział w programie Apollo – po zamknięciu oczu widzieli pod powiekami jasne błyski, wywołane przez przechodzące przez oko promieniowanie kosmiczne.